# Železniční trať Samedan–Pontresina
Železniční trať Samedan–Pontresina je železniční trať v kantonu Graubünden ve východní části Švýcarska. Trať měří 5,293 km, vede údolím horní Engadin a slouží jakožto spojovací trať mezi Albulskou a Berninskou dráhou. Společně tak vytvářejí mezi obcemi Svatý Mořic, Samedan a Pontresina železniční triangl. Trať provozuje Rhétská dráha (RhB). Stejně, jako ostatní tratě RhB, je trať postavena na rozchodu 1 000 mm a od roku 1913 je elektrifikována střídavou napájecí soustavou 11 kV 16,7 Hz. V celostátním jízdním řádu trati náleží číslo 960.

## Historie
V létě roku 1903 byla dokončena Albulská dráha v nejnáročnějším úseku Thusis–Celerina. O rok později pak byla tato trať přivedena až do Svatého Mořice. V té době již probíhaly diskuze o stavbě další trati pohořím Bernina, vedoucí ze Svatého Mořice přes Pontresinu a Berninský průsmyk do údolí Poschiavo a dále do Itálie. Plánovaný styk obou drah měl být na nádraží ve Svatém Mořici, avšak jako provozně výhodná se jevila stavba další spojky ze Samedanu do Pontresiny, umožňující bezúvraťovou jízdu z trati Albula a horního Engadinu směrem na Berninu.
Stavba trati byla zahájena v roce 1907 a již o rok později, 1. července 1908, byla předána do provozu spolu s úsekem Pontresina–Morteratsch Berninské dráhy. Velmi brzy se však začala stavět trať z Beveru do dolního Engadinu, na níž byl od počátku plánován elektrický provoz, a bylo rozhodnuto elektrifikaci provést i na souvisejících úsecích Bever–Samedan na albulské dráze, stejně jako na trati Samedan–Pontresina. Pro elektrifikaci byla zvolena střídavá napájecí soustava 11 kV 16,7 Hz, která byla později postupně zavedena na všech tratích Rhétské dráhy, s výjimkou trati Bernina. Elektrický provoz na trati započal v den 5. výročí otevření trati, 1. července 1913.

## Popis trati
Trať začíná ve stanici Samedan na Albulské dráze, od které se ostrým levotočivým obloukem odkloní k jihu a po mostě překoná Inn. Na zhlaví stanice Samedan se odpojuje vlečka na intermodální překladiště, které slouží k distribuci zboží a zásobování širokého okolí. Po minutí překladiště stoupá k jediné mezilehlé zastávce Punt Muragl. Její název vychází z faktu, že se v blízkosti nachází lanovka na vrchol Muottas Muragl. Poté překoná řeku Flaz a maximálním stoupáním 26 ‰ dále nabírá výšku, aby po 5,293 kilometrech dosáhla stanice Pontresina.
Ve stanici Pontresina se stýká střídavá napájecí soustava, používaná na většině sítě RhB, se stejnosměrným systémem o napětí 1 000 V, používaným na trati Bernina. Pravidelné vlaky ze Samedanu jezdí po kolejích 1 a 2, vlaky tratě Bernina po kolejích 4 až 7. Kolej 3 má přepínatelné trakční vedení a jezdí po ní například Bernina Express z Churu do Tirana. Dříve zde bylo nutné u tohoto vlaku měnit hnací vozidlo, po zavedení dvousystémových elektrických jednotek Allegra se napájecí soustava mění během pobytu vlaku ve stanici.

## Provoz

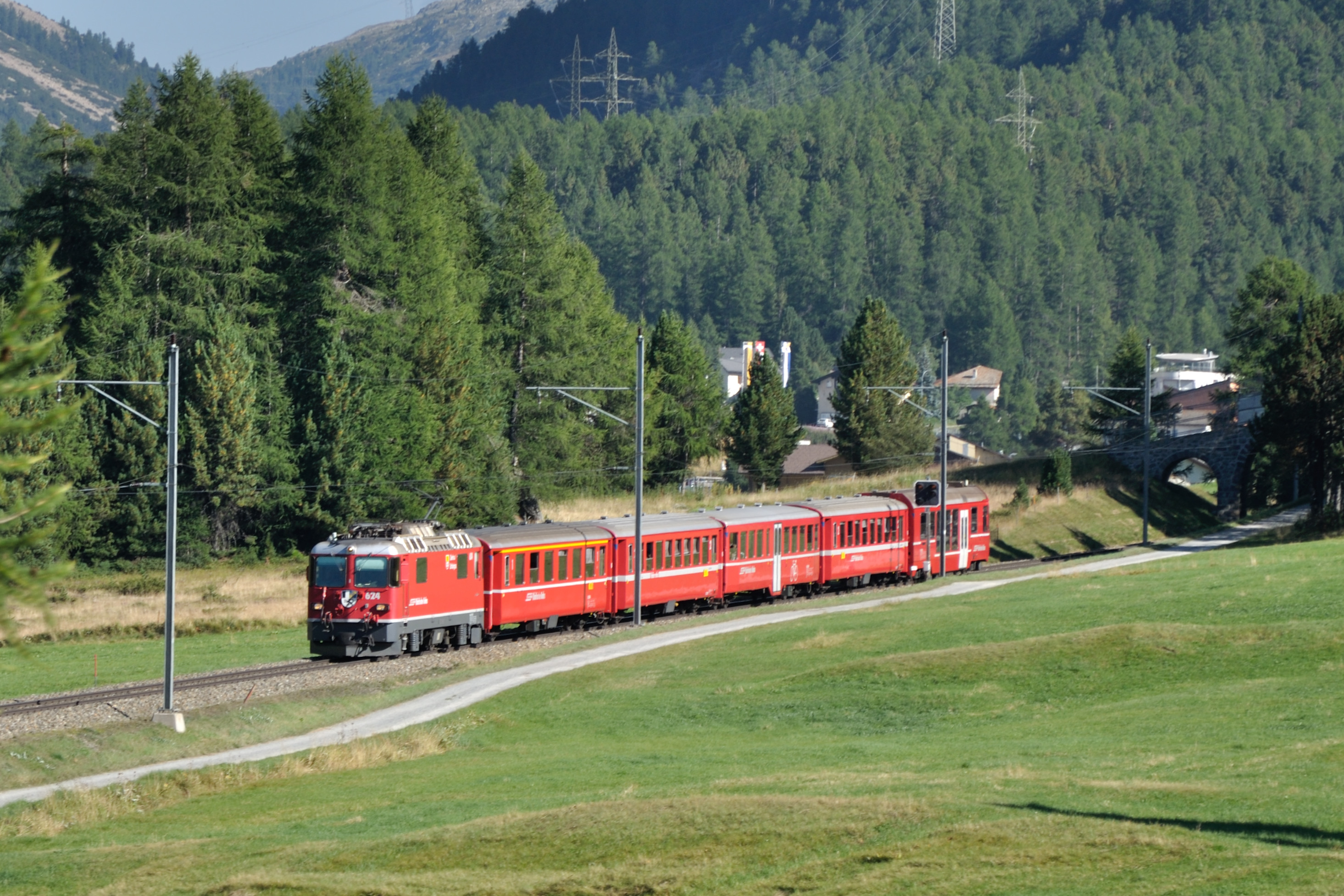
Osobní vlak do Scuolu nedaleko zastávky Punt Muragl

Na trati jsou provozovány v pravidelném hodinovém taktu osobní vlaky, jezdící v relaci Pontresina – Scuol-Tarasp. Nasazovány jsou na ně především vratné soupravy s lokomotivami řady Ge 4/4II a řídicími vozy. Dálkovou dopravu zastupuje jeden pár vlaků Bernina Express, směřující z Churu do italského Tirana a zpět. Ten dopravují moderní dvousystémové elektrické jednotky Allegra (řada ABe 8/12). Několikrát denně pro trati projíždí také nákladní vlaky, vezoucí především zboží pro vykládku v Pontresině, stejně jako zátěž, která je dalšími vlaky dopravována po trati Bernina do údolí Poschiavo či Itálie.

## Světové dědictví UNESCO
Trať Samedan–Pontresina byla v roce 2008 společně s Albulskou a Berninskou dráhou, s nimiž tvoří velmi úzce propojený technický i provozní celek, zařazena na seznam světového kulturního dědictví UNESCO. Jako důvod pro zařazení do seznamu kulturního dědictví UNESCO bylo uvedeno to, že projekt Rhétské dráhy je příkladem využití železnice k překonání izolace osad ve středních Alpách počátkem 20. století s významným a trvalým socioekonomickým dopadem na život v horách. Představuje vynikající technický, architektonický a ekologický soubor.